# Jeb Loy Nichols

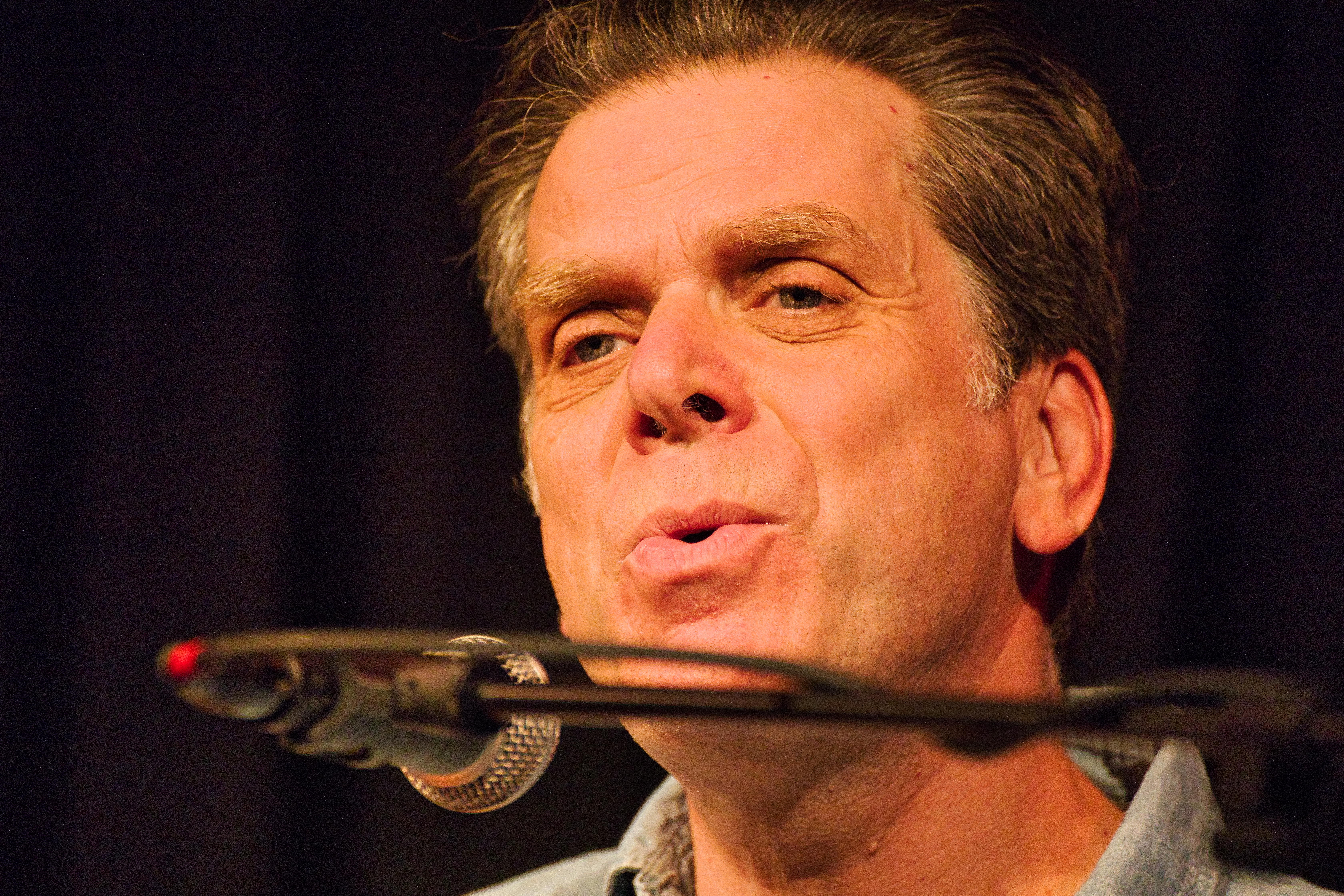
Jeb Loy Nichols im club W71, 2022

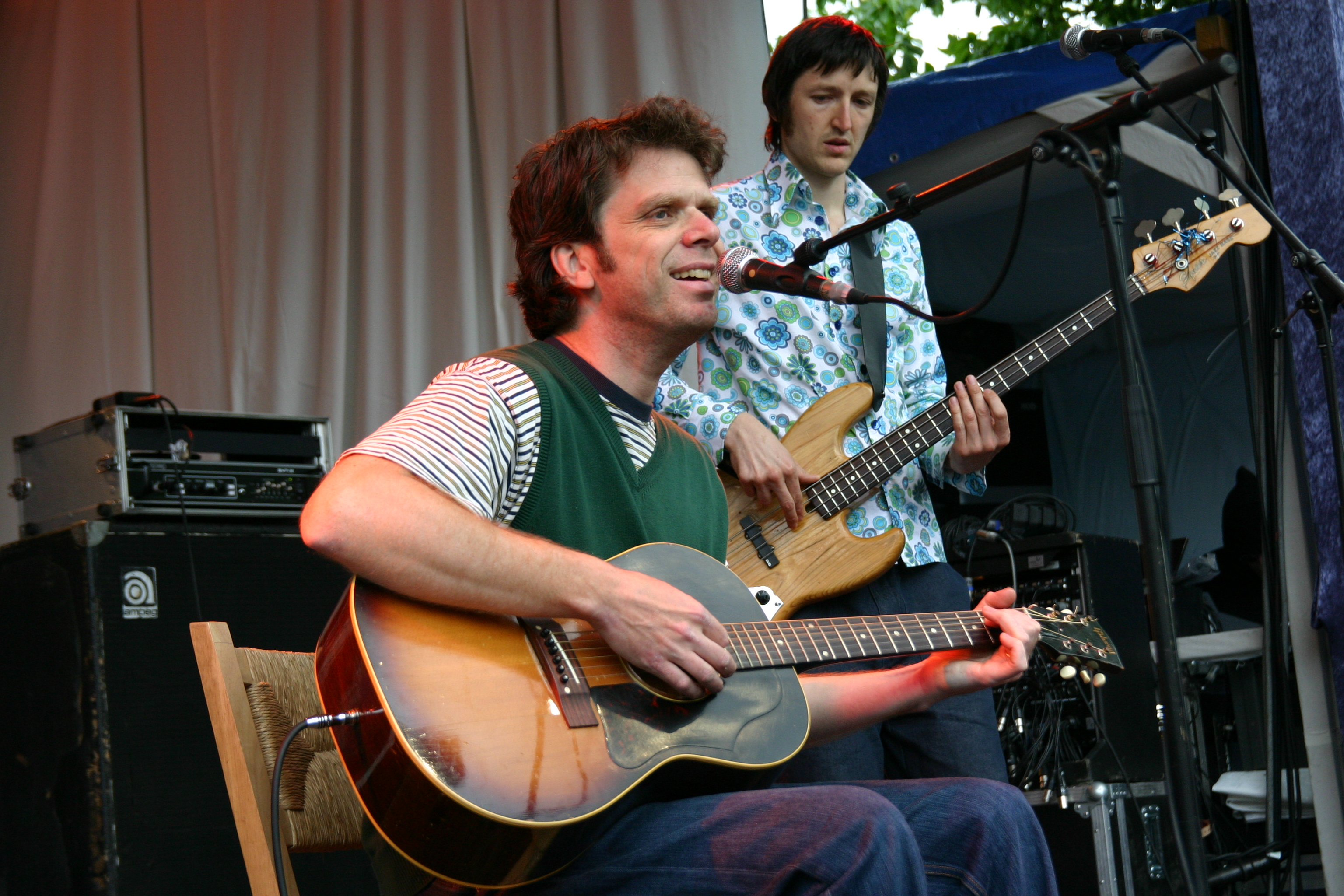
Jeb Loy Nichols auf dem Orange Blossom Special Festival des Labels Glitterhouse, 2006

Jeb Loy Nichols  (geb. in Missouri) ist ein US-amerikanischer Singer-Songwriter, Schriftsteller und Maler. Von 1990 bis 1995 war er Mitglied der Band Fellow Travellers. Heute ist er als Solomusiker unterwegs und lebt seit 2000 mit seiner Frau auf einer Farm im britischen Wales.

## Biografie
Nichols wurde im US-Bundesstaat Missouri geboren und wuchs in Wyoming auf. Er hörte hier viel Countrymusik, aber auch Jazz und den Soul der späten 1960er und frühen 1970er Jahre. Als er 14 war, zog seine Familie nach Austin, Texas. In der für ihre lebendige Livemusikszene bekannten Stadt sah er viele Konzerte, von Bob Marley (1978) bis zu den Ramones. Besonders beeindruckten ihn die Sex Pistols, die ihn veranlassten, Ende der 1970er Jahre nach New York zu gehen. Hier wurde er Teil der Musikszene und lernte die Slits und Neneh Cherry kennen. Weiterhin begann er ein Malerei-Studium an der Parsons School of Design, für das er ein Stipendium erhalten hatte.
Nach drei Jahren in New York ging er nach London, wo er eine Wohnung mit Ari Up von den Slits, Cherry und dem legendären Produzenten Adrian Sherwood teilte. Auch hier wurde er Teil der Künstlerszene und gründete mit Joe Brack eine Countryband. Sie spielten Countryklassiker, Bluegrass und alte Protestlieder. 1990 bekam das kleine Label OKra Records in Columbus (Ohio) ein Tape zu hören und bot der Band einen Plattenvertrag an. Zur Band, die sich Fellow Travellers nannte, gehörten weiterhin Nichols’ Frau Loraine Morley,  Martin Harrison (On-U Sound), und Jazzposaunist John Harbourne. Der typische Sound der Band war eine Mischung aus countryesker Musik, akustischen Instrumenten, Nichols und Morleys Stimme und Dubelementen. Ihre politischen Interessen zeigten sie nicht nur in den Texten, sondern auch in dem Namen der Band – als „Fellow Travellers“ wurden in den USA in den 1930er Jahren die Sympathisanten der Kommunistischen Partei bezeichnet. Die Band tourte in den frühen 1990er Jahren regelmäßig auch durch Deutschland und war recht populär; im Magazin Spex wurde die CD Just A Visitor 1992 zur Platte des Jahres gekürt. Die Zusammenarbeit mit anderen Vertretern des OKra-Labels als OKra All-Stars gilt vor allem in Deutschland in der Alternative-Country-Szene als Meilenstein des Genres. Gemeinsam mit Dave Schramm, Hank McCoy und Ricky Barnes nahm Jeb Loy Nichols 1994 eine CD auf. Auf der CD war u. a. eine Country-Version des Prince-Klassikers Purple Rain; der Opener Big Mistake, geschrieben von Nichols, wurde später u. a. von der deutschen Countryband The Calico Bonnets gecovert. 1997 wurde sein Song As The Rain für den Soundtrack des Gus-Van-Sant-Films Good Will Hunting eingesetzt.
Seit 1995 ist Jeb Loy Nichols als Solokünstler unterwegs und nimmt weiter Alben auf. Sein 2005er Album Now Then nahm er in nur fünf Tagen im  Studio von Mark Nevers (Lambchop) in Nashville auf.

## Diskografie
Fellow Travellers
- No Easy Way, Okra Records 1990
- Just A Visitor, Okra Records 1992
- Things & Time, Okra Records 1993
- Love Shines Brighter, Normal Records 1994 (Mail Order Only)
- A Few Good Dubs, Okra Records 1995

OKra All-Stars
- Okra All-Stars, 1994

Solo
- Lovers Knot, Capitol Records 1997
- As The Rain, 1997 (12”)
- Just What Time It Is, Rough Trade Records 2000
- Easy Now, Rykodisc 2002
- The October, 2003 (EP 7”)
- Now Then, Compass Records 2005
- Days Are Mighty, Compass Records 2007
- Parish Bar, Compass Records 2009
- Strange Faith and Practice, Impossible Ark Records 2009
- Only Time Will Tell, Relaxa Records International 2009 (mit Ian Gomm)
- Longtime Traveller, On-U Sound Records 2016
- Country Hustle, City Country City 2017
- June Is Short, July Is Long, 2019
- Jeb Loy, Timmion Records 2021 (mit Cold Diamond & Mink)
- The United States Of The Broken Hearted, On-U Sound Records 2022

Singles
- As The Rain, 1997
- Say Goodbye To Christopher, 2000
- Heaven Right Here, 2000

## Bücher
- The Untogether, Roman, Alcemi 2008, ISBN 978-0-9555272-4-1
- Suzanne and Gertrude. Roman, Pushcart Press 2019, ISBN 978-1-888889-98-7
- Knock, Turn. Roman, Pushcart Press 2022, ISBN 9798985469707